# Pepe Motta
José Luis Motta, conocido como Pepe Motta, nacido en Pergamino, Buenos Aires el 6 de julio de 1943, EE.UU 8 de abril de 2019. Fue un pianista, arreglista, director y compositor argentino de tango, y música internacional. Sus mayores éxitos los ha obtenido con música para cine y televisión, donde ganó dos premios Emmy en Estados Unidos.

## Biografía
A los 14 años de edad comenzó su carrera tocando tangos. Desde 1959 es miembro de la Sociedad Argentina de Autores y Compositores. Se ha desempeñado como pianista ayudando en las clases dictadas en la Escuela de Teatro, dependiente del Ministerio de Educación de la Nación.
Su música, además de Argentina, es reconocida internacionalmente desde Estados Unidos, hasta lugares como España, Australia y Singapur.
Ganó dos premios Emmy en 2000 y 2001 por la música del Desfile de las rosas, un evento de la cadena de televisión estadounidense Univisión. Además ha recibido premios y reconocimientos, como así también discos de platino y de oro, como compositor, arreglador y productor. Por dos años seguidos estuvo en la lista de los Productores latinos más famosos de la Revista Billboard. Organizó el [Primer Festival de Tango en Los Ángeles, auspiciado por la Municipalidad de Los Ángeles, California, USA. Tocó con la Orquesta de Filadelfia, USA, en el "Concierto del Día de San Valentín". También fue homenajeado por el Congreso Nacional Argentino, por su trayectoria. Realizó los arreglos musicales y compuso tangos para el show "Tango Buenos Aires", espectáculo a bordo de varios cruceros de la Compañía Royal Caribbean, desde el 2004 hasta el presente.  Fue Profesor de la Cátedra Avanzada de piano, en la Academia Nacional del Tango, dependiente del Ministerio de Cultura y Educación de Argentina y Académico de Honor del Cuadro de Amigos de la Academia Nacional del Tango. Dicta también un Seminario sobre la historia de este género musical "Haciendo historia con el tango", siendo el seminario más completo sobre música de tango, su historia y toda la trayectoria tanguera argentina, con el análisis del aporte de sus creadores y la ejecución en vivo de los diferentes estilos, lo que lo hace diferente.
Falleció el 8 de abril de 2019 en EE.UU

## Trayectoria
La experiencia profesional internacional de Pepe Motta desde 1970 al presente incluye trabajos en Europa, América del Norte y América del Sur como director musical, ejecutante y asesor artístico en:

### Televisión
- “Por siempre Chaplin”, improvisación, en piano, para las películas mudas de Chaplin, con el periodista Claudio España (ATC, Argentina).
- Fuera de broma
- Romina
- Almorzando con Mirtha Legrand
- Jugando y Ganando
- Gánele al 2
- La vida que me diste
- Amor prohibido
- Tu mundo y el mío
- El jardín de los cerezos, para el Canal 13, obra puesta por el Centro Cultural del Teatro San Martín.
- Esta tarde
- El espejo
- Hiperhumor
- Cordialmente, con Juan Carlos Mareco.
- Estudio abierto
- Café con Canela
- Cuentos y Novelas
- Telejuegos
- Con cierta...sonrisa
- Zoom
- La república de los niños
- Que se vengan los chicos
- Chicas y chicos

### Tango en Televisión
Como director musical, ejecutante y asesor artístico en los siguientes programas televisivos:
- Este es el tango
- Grandes valores del tango
- Verónica Clare, (Hep Series Telpro), Los Ángeles, California, Estados Unidos.
- "Tango", comercial para televisión de la campaña de “Inglés sin barreras” en Estados Unidos.
- "Apasionado", tango, Series: "The Good Wife"; "Devious Maids"; "American Horror Story", donde Lady Gaga baila este tango.

## Filmografía

### Música para películas en Estados Unidos
- Through the Heart of Tango: A Documentary About the Art of Connection (2013, documental)

Ejecutante, compositor, arreglador musical y director musical de:
- Baila conmigo Dance with Me, película de 1998, (Tango), EE. UU.
- Tango, la obsesión, (Tango, the obsession), (documental de 1998) (Tango), EE.UU. (Documentary)
- Mi padre, el héroe, My Father the Hero (película de 1994) (Tango), EE. UU.
- Alas de coraje, (Wings of Courage), con  Val Kilmer (1995, Sony Pictures), Sistema Tridimensional, (Tango), EE.UU.
- Marlene Dietrich, (Tango), EE. UU.

### Soundtrack
- Forever Fabulous (performer: "Bailtango") (1999)

### Cine
- El jefe, grabación, como músico, del logotipo de Aries, música y dirección musical de Lalo Schifrin, Argentina.
- Agar Cross (Documental).
- Esta juventud...esta tierra (Documental del INTA).
- La República Argentina (Documental del BIR).
- Flores robadas en los jardines de Quilmes (1985).
- Los gatos (Prostitución de alto nivel) (1985).
- Los amores de Laurita (1986).
- Las esclavas (1987).
- En el nombre del hijo (1987), de Jorge Polaco.
- La casa de las siete tumbas (arreglista) (1982).

## Día de José Luis “Pepe” Motta
El 14 de agosto de 2010 en Las Vegas, Pepe recibió del Asambleísta Estatal de Nevada (EE. UU.), Rubén
Kihuen, una Proclama que declara Día de José Luis “Pepe” Motta, en el Estado de Nevada,
al 6 de julio, de su nacimiento.
Esta distinción es otorgada sólo a personalidades muy destacadas dentro de su género, en este caso, como
difusor de cultura y música argentina por el mundo.

## Premios y reconocimientos

### Productor-Compositor

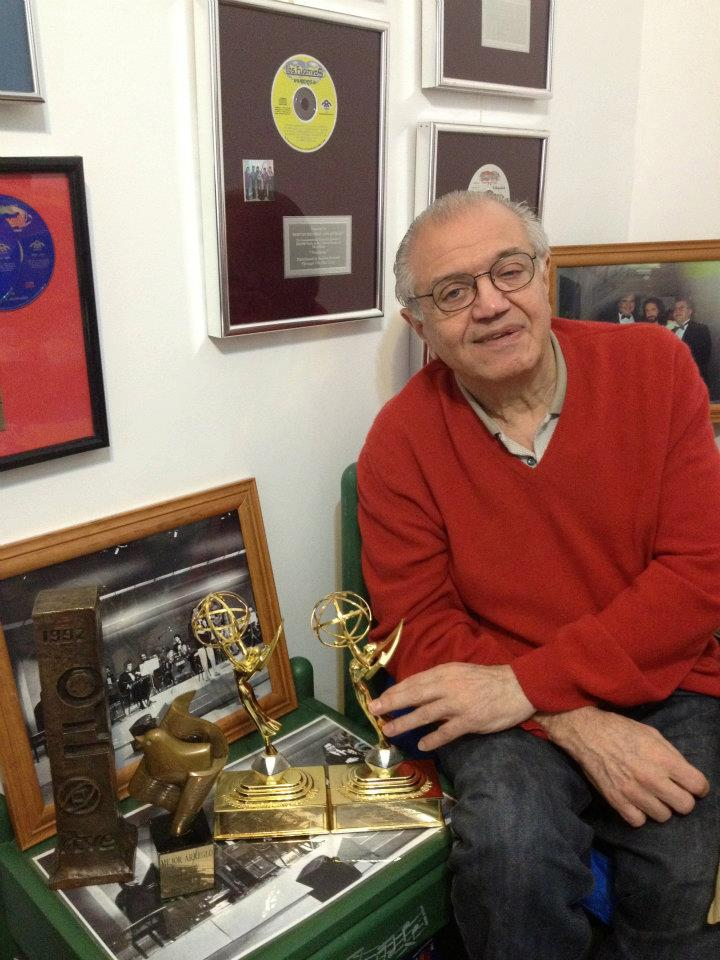
Pepe Motta junto a sus premios Emmy de TV en Estados Unidos y el premio de España en el Festival OTI de la Canción

- 1992: Festival OTI de la Canción. Primer Premio como Mejor Arreglo Musical. Organización Ibero Americana de Televisión. (Los Ángeles, California, Estados Unidos).
- 1992: Festival OTI de la Canción. Segundo Premio como Director Musical. Organización Ibero Americana de Televisión. (Valencia, España).
- 1993: Festival OTI de la Canción. Primer Premio al Mejor Arreglo Musical. Organización Ibero Americana de Televisión. (Los Ángeles, California, Estados Unidos).
- 1995: Premio Billboard, “Hot Top Latin Producers”, Estados Unidos.
- 1996: Premio Lo Nuestro, nominado como Mejor Productor del Año, Univisión Canal 34 KMEX, Los Ángeles.
- 1996: Premio BMI (Broadcast Music, Inc.)en Canción Más Popular del Año en EE.UU. Canción:“Lágrimas al recordar”. Artista: Los Caminantes.
- 1996: Premio Billboard. “Hot Top Latin Producers”, Estados Unidos.
- 1997: Con “Los Fugitivos”, Discos de Oro y Platino, un millón vendidos en el mundo, Los Ángeles, California, Estados Unidos.
- 1997: Premio Billboard, “Hot Top Latin Producers”, Estados Unidos.
- 2000: Premio Emmy. Tema musical de presentación televisiva.
- 2001: Premio Emmy. Eventos Especiales, Desfile de las rosas, Univisión, KMEX-DT (Univision Canal 34 Los Ángeles).
- 2005: Homenaje y reconocimiento como "Hijo Destacado de la Ciudad de Pergamino", donde nació.
- 2010: Entrega de una proclama de la Legislatura del Estado de Nevada, por Rubén Kihuen, Legislador, (D-NV), estableciendo el día 6 de julio, día de su nacimiento, como el “Día del Maestro José Luis “Pepe” Motta”, en Nevada”.
- 2011: Entrega de la distinción como "Vecino Notable", por la Junta de Villa Crespo (Buenos Aires), Argentina.
- 2012: Reconocimiento a la trayectoria, por el Congreso de la Nación Argentina.
- 2013: Reconocimiento como "Pergaminense Sobresaliente", Concejo Deliberante de Pergamino (Buenos Aires).
- 2015: Miembro del Comité de Nominaciones del Paseo de la Fama (Walk of Stars), Las Vegas, Nevada, USA.